# بولامون أنيق
بولامون أنيق (الاسم العلمي:Polemonium elegans) هو نوع من النباتات يتبع جنس البولامون من الفصيلة البولامونية.